# Ochranná asociace zvukařů
Ochranná asociace zvukařů – autorů, z.s. (zkráceně OAZA) je spolek, který získal od ministerstva kultury České republiky licenci ke kolektivnímu zastupování držitelů majetkových práv ke zvukařským dílům.

## Historie
OAZA vznikla v roce 2003 jako profesní sdružení zvukařů. Následně požádala ministerstvo kultury České republiky o licenci ke kolektivní správě děl. Ministerstvo licenci udělilo až po správní žalobě 15. listopadu 2006. V roce 2014 se OAZA transformovala z občanského sdružení na zapsaný spolek. Každý nositel práv k těmto dílům má právo být zastupován na základě podepsané Smlouvy o zastupovánı́ majetkových práv autorských. Dne 1. června 2018 byla OAZA přijata za člena Mezinárodnı́ konfederace společnostı́ autorů a hudebních skladatelů (CISAC). OAZA má uzavřeno celkem 36 recipročních smluv s partnerskými kolektivními správci po celém světě.[zdroj?]

## Struktura spolku
Nejvyšším orgánem je valná hromada. Ředitelkou je Tereza Landová.
Na činnost dohlíží Dozorčí rada vedená Robertem Jínou, směřování organizace vytváří Výbor s předsedou Karlem Jarošem. Dalším poradním orgánem spolku je Autorská komise, jejíž předsedou je Ivo Špalj a má na starost registraci děl.